# Neue Nikolaischule Leipzig
Die Neue Nikolaischule Leipzig (amtlich Neue Nikolaischule – Gymnasium der Stadt Leipzig) ist ein Gymnasium in Leipzig-Stötteritz in Sachsen. Ihr Name bezieht sich auf die Alte Nikolaischule; die Schüler bezeichnen sich selbst als „Nikolaitaner“.

## Geschichte
Die Nikolaischule ist die zweitälteste Schule Leipzigs (nach der Thomasschule zu Leipzig). Sie war die erste Bürgerschule und Lateinschule in Leipzig. Der Wahlspruch lautet „Tradition – Kompetenz – Perspektive“.
Im Laufe der Geschichte befand sich die Institution der Nikolaischule in bisher vier Schulgebäuden. Das erste Schulgebäude befand sich von 1512 bis 1872 auf dem Nikolaikirchhof neben der Nikolaikirche, heute als „Alte Nikolaischule“ nach 1990 saniert und kulturell sowie gastronomisch genutzt.
Das Gebäude der heutigen Schule wurde von 1914 bis 1916 an der Schönbachstraße in Thonberg erbaut (Straße wurde nach der Wende zum Stadtteil Stötteritz gezogen) (51° 19′ 4″ N, 12° 24′ 47″ O). Die Klassenräume wurden zunächst noch mit Gasbeleuchtung ausgestattet, erhielten jedoch nach einigen Umbaumaßnahmen wie alle anderen Nutzräume der Schule elektrisches Licht. Ein Jahr später wurden zusätzlich noch Baderäume eingerichtet. Während des Zweiten Weltkrieges fiel aufgrund häufiger Bombardierungen oft der Unterricht aus oder musste wegen geringer Heizmöglichkeiten schichtweise in wenigen Klassenräumen durchgeführt werden. Der erste Luftangriff auf Leipzig am 4. Dezember 1943 beschädigte Gebäude und Turnhalle schwer, einzelne Räume brannten aus.

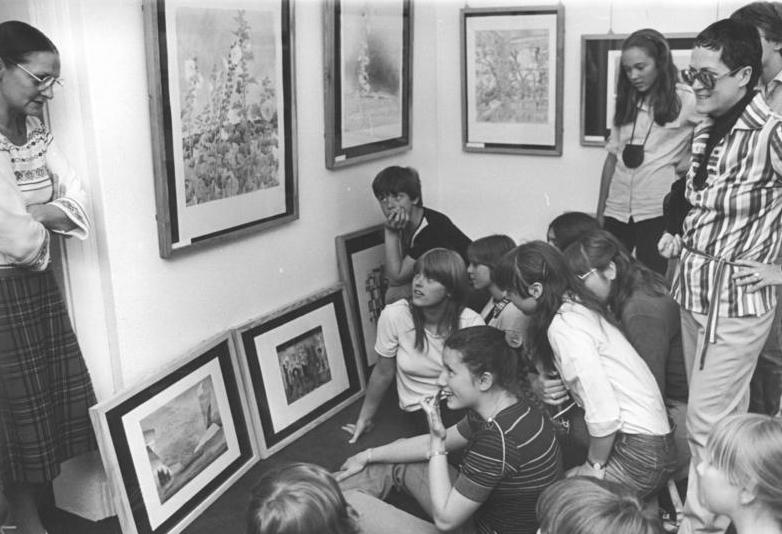
Schüler der damaligen Egon-Erwin-Kisch-Oberschule (1982) in der Leipziger Galerie am Sachsenplatz

Nach der Zerstörung im Zuge des Zweiten Weltkrieges wurde die Schule 1947 in die Heinrichstraße verlegt. 1958 wurde ihr Oberschulteil abgetrennt und 1959 die 28. und 30. Oberschule zu einer Schule vereinigt und unter der Bezeichnung 28. Oberschule weitergeführt. 1974 wurde diese Schule wieder geteilt, in die 28. und 128. Oberschule. Vier Jahre später erhielt die 128. Oberschule den Namen „Egon Erwin Kisch“ und die 28. Oberschule den Namen „Nikolai Ostrowski“. Nach einer erneuten Vereinigung der beiden Oberschulen 1990 erhielt die Schule 1992 zunächst den Namen Gymnasium Schönbachstraße. Dabei wurde das Schulgebäude vom Landesamt für Denkmalpflege in die Denkmalliste der Stadt Leipzig aufgenommen. Im Zuge dessen erhielt das Gebäude eine Außensanierung als Erhaltungsmaßnahme.
1995 wurde die Schule in der Heinrichstraße aufgelöst und im heutigen Gebäude in der Schönbachstraße als Neue Nikolaischule neu gegründet, indem das dort ansässige Gymnasium Schönbachstraße umbenannt wurde.
2009 begann das Projekt „500 Jahre Nikolaischule“. Eine Gruppe von Schülern erforschte die Geschichte der Alten und der Neuen Nikolaischule und des Nikolaikirchhofs, außerdem wurden Ausstellungen und die Feier am 500. Jahrestag der Gründung der Nikolaischule im Jahr 2012 vorbereitet. Im Jahr 2012 feierte die Nikolaischule ihr 500-jähriges Jubiläum. 
Der Neuen Nikolaischule war seit dem Schuljahr 2020/2021 die Außenstelle Barnet-Licht Platz zugeordnet. Diese Außenstelle ist mittlerweile die selbstständige Oberschule Am Barnet-Licht-Platz (Stand 2024).

## Gebäude und Ausstattung
Die Neue Nikolaischule liegt in Stötteritz, einem Stadtteil im Süd-Osten der Stadt Leipzig, an der Kreuzung der Schönbachstraße und der Naunhofer Straße. Im Norden grenzen die Gärten der Häuser am Egon-Erwin-Kisch-Weg an die Schulmauer. Im Süden liegt der Schulhof mit zwei Nebentoren zur Schönbachstraße im Osten und der Naunhofer Straße im Westen und mit einem Haupttor zu einer kleinen Grünanlage und der Kreuzung im Süden. Umgeben wird das keilförmig gen Süden zeigende Gelände von einer Schulmauer, an dieser sind auch die vielen Fahrradständer angebracht. Den inneren Ring um den Schulhof schließt eine Reihe von großen Platanen am Rand. Der Hof ist symmetrisch angelegt. In der Mitte ist ein Gedenkstein an ein Abitur von 1998 in die Steinplatten eingelassen. Der ehemalige Raucherhof wird momentan zu einem „Ruhehof“ umgewandelt. Das Schulgebäude im Grün der Bäume eingebettet ist ca. 30 Meter hoch, 17 Meter breit und 50 Meter lang (mit alter Turnhalle ATH und Mehrzweckhalle MZH). Es besteht aus einem Mittelteil und zwei darangelegenen Flügeln. Das Gebäude ist weiß verputzt, mit grünen Türen und Fenstern.
Vor dem Gebäude der Neuen Nikolaischule in der Naunhofer Straße befindet sich ein Relief des Neutestamentlers Caspar René Gregory.
1997 wurde eine Teilsanierung durchgeführt. Von 2001 bis 2003 wurde nach Entwürfen des Leipziger Architekturbüros Schulz und Schulz ein Anbau errichtet, der 2003 beim Architekturpreis der Stadt Leipzig einen Anerkennungspreis erhielt. Von 2012 bis 2013 wurde die Alte Turnhalle, die 2009 für den Sportunterricht gesperrt werden musste, und von 2013 bis 2017 das gesamte Schulgebäude saniert. Dabei wurden vor allem Brandschutzmaßnahmen durchgeführt.
Alle Zimmer sind miteinander vernetzt. Die Schule verfügt über technisch modern ausgestattete Fachräume, zwei eigene Sporthallen und zudem werden eine Doppelsporthalle der Stadt Leipzig in der Thiemstraße und der Sportplatz des Allgemeinen Turnvereins Leipzig 1845 e. V. (ATV) sowie die Parks am Völkerschlachtdenkmal und der Schönbachstraße genutzt. Auch die nahegelegene Schwimmhalle Südost dient dem Sportunterricht der Klassenstufen 5 und Sekundarstufe II. Die Schule verfügt über eine Schulbibliothek und mit der Mehrzweckhalle über einen technisch modernen und vielfältigen Veranstaltungsraum. Diese Mehrzweckhalle wird ebenso für den Sportunterricht genutzt und wurde zur Eginhart-Lehmann-Halle (kurz: ELH) umbenannt als Ehrung für den ehemaligen Schulleiter der Neuen Nikolaischule.
Nach Ausbruch der Coronapandemie 2020 erhielt die Schule viel technische Neuausstattung. Klassenräume erhielten interaktive Tafeln oder Computer mit verbundenen Beamern. Sie ersetzten teilweise die veralteten Overhead-Projektoren. Die Lehrer der Schule erhielten im Zuge dieser Digitalisierung der Schule ebenfalls technische Ausstattung in Form von Tablets oder Laptops.
Seit Sommer 2022 wird die Schule um ein zentrales Treppenhaus aufgrund der Brandschutzrichtlinien erweitert. Dazu werden Klassenräume in Container auf dem Schulhof ausgelagert, welche aufgrund technischer Mängel nicht voll einsatzfähig sind. Sie werden langfristig auf dem Schulhof bleiben. Ebenso werden die ursprünglichen Treppenhäuser neu hergerichtet, der von einigen Lehrern forcierte Einbau eines Fahrstuhls für körperlich beeinträchtige Menschen bleibt jedoch aus. Die Baumaßnahme soll bis Ende 2024 abgeschlossen sein.

## Schulbetrieb

### Schulbetrieb
In den 2000er Jahren verzeichnete die Neue Nikolaischule einen starken Zuwachs an Schülern. Im Jahr 2004 wurden nur zwei 5. Klassen eingeschult, 2005 bis 2007 waren es jeweils drei, 2008 schon fünf. 2009 und 2010 wurden aufgrund der zu wenigen Fachräume der Schule von der Stadt jeweils nur vier 5. Klassen genehmigt. Die Neue Nikolaischule war im Jahr 2011 laut Sächsischer Bildungsagentur auf Platz 4 der Schulen mit den meisten neu eingeschulten Schülern der Stadt Leipzig.
Jedes Jahr veranstaltet die Schule in der letzten Schulwoche einen Sport- und Spieletag. Die Klassen messen sich in ihren Jahrgängen im Fußball, Frisbee, Ball über die Leine/Volleyball und Schwimmen. Krönung ist die Schwimmstaffel zwischen den Siegern der Jahrgänge, dem Schwimmkurs der Sekundarstufe II sowie den Lehrern. Abschließend gibt es eine jahrgangsbezogene Siegerehrung in den Disziplinen.
Jedes Jahr findet ein fächerverbindender Unterricht im Januar statt, bei dem die Schüler eine Woche lang ein Thema in bestimmten Fächern behandeln. Neben normalen Klassen- und Kursfahrten findet jedes Jahr das Skilager der 9. Klassen in den Südtiroler Alpen statt. Schüleraustausche mit Frankreich und den USA sind möglich.
Die Neue Nikolaischule ist eine naturwissenschaftlich und gesellschaftswissenschaftlich profilierte Schule. Ebenso kann ab der 7. Klasse Spanisch als dritte Fremdsprache alternativ zu den Profilen belegt werden.

Logo des 500-jährigen Schuljubiläums, Gewinner einer schulinternen Ausschreibung

### Ganztagsangebote
An der Neuen Nikolaischule gibt es zahlreiche Projekte und Ganztagsangebote. Arbeitsgemeinschaften reichen von der Theater- oder die Leichtathletik-AG bis hin zu AGs, die für die Schule allgemein sehr wichtig sind. Dazu gehört die Homepage-AG, die die Website der Schule gestaltet und aktualisiert. Ebenfalls dazu gehört die Arbeitsgemeinschaft für Technik, Film und Eventfacilitymanagement (kurz: Technik-AG). Diese AG kümmert sich um die technische Umsetzung und Gestaltung von Schulfesten, wie zum Beispiel dem Weihnachtsball und dem Musiktag. Zugleich plant sie diese Veranstaltungen mit und kümmert sich auch um die technischen Geräte der Schule, die zum Unterricht notwendig sind. Es entstehen auch kleinere und größere Filmprojekte. Mit weiteren AGs wie Kraftsport, Kalligrafie, Video sowie  mit Nachhilfegruppen bietet die Nikolaischule ein vielfältiges Paket an Angeboten, durch die Schüler ihre individuellen Fähigkeiten verbessern und zeigen können und zugleich aktiv am Schulgeschehen mitwirken können. Die Schulleitung bemüht sich, die Schüler möglichst stark in das Geschehen mit einzubinden und sie auch selbst entscheiden zu lassen. So wird beispielsweise das Unterrichtssystem vom Schülerrat beschlossen.

### Weitere Veranstaltungen
Die Neue Nikolaischule Leipzig unterhält zwei Schülerfirmen. Die Schülerfirma „Der CLUB“, eine Cateringfirma, die zum einen die Schüler versorgt, aber auch große Schulveranstaltungen und sogar Veranstaltungen der Stadtverwaltung beliefert, ist eine eigenständige Firma. Eine weitere Firma ist „Schüler führen Schüler“, die der städtischen Tourismusgesellschaft gehört. Dort werden Schüler zu Stadtführern ausgebildet.
Die Neue Nikolaischule arbeitet stark mit Firmen zusammen und organisiert Veranstaltungen zur Berufsorientierung. Jedes Schuljahr findet hier die Berufsmesse der Euroschulen Leipzig statt. Der seit dem Schuljahr 2022/23 stattfindende Berufsorientierungstag ermöglicht es den Kindern und Jugendlichen mit ehemaligen Schülern über deren Erfahrungen in Berufen, Ausbildungen, Studiengängen oder Gap-Years zu sprechen. Dadurch erhalten Schüler Unterstützung bei der Entscheidung, was sie nach der Schule tun könnten.
Eine besondere Tradition ist seit 2005 der alljährliche Weihnachtsball sowie das alljährliche Weihnachts- und Frühlingskonzert in der ELH. Auch der Talentwettbewerb „Best of Nikolai“ und die Verleihung der „Nikos“ sind Ereignisse für die gesamte Schulgemeinschaft.

## Persönlichkeiten
Eginhart Lehmann (1937–2013) war von 1990 bis 1999 Schulleiter des „Gymnasiums Schönbachstraße“. Er belebte die Tradition der Nikolaischule wieder, was zur Namensgebung „Neue Nikolaischule“ führte. Er war damit Gründervater und erster Schulleiter der Neuen Nikolaischule Leipzig.
- Fritz Friedrich (Direktor 1925–1937)
- Harry O. Ruppe (Abitur 1948)
- Sebastian Gemkow (Abitur 1997)
- Michael Lühmann

Weitere ehemalige Schüler der Nikolaischule sind im Artikel Alte Nikolaischule (Leipzig) zu finden.